# Loamneș
Loamneș (veraltet Loamnăș; deutsch Ladmesch oder auch Ladendorf, siebenbürgisch-sächsisch Loadmeš, ungarisch Ladamos) ist eine Gemeinde im Kreis Sibiu, in der Region Siebenbürgen in Rumänien.

## Geographische Lage

Lage der Gemeinde Loamneș im Kreis Sibiu

Die Gemeinde Loamneș liegt im Zekesch-Hochland Podișul Secașelor im Südwesten des Siebenbürgischen Beckens im Westen des Kreises Sibiu. Im historischen Stuhlbezirk Kisenyed des Unterweißenburger Komitats, liegt der Ort Loamneș am Oberlauf der Vișa (Weißbach), einem linken Nebenfluss der Târnava Mare (Große Kokel). An der Kreisstraße (Drum județean) DJ 106B und der Eisenbahnstrecke Sibiu-Copșa Mică, befindet sich das langgestreckte Dorf etwa 13 km von der Kleinstadt Ocna Sibiului (Salzburg) und auch ca. 25 Kilometer nördlich der Kreishauptstadt Sibiu (Hermannstadt).
Von den etwa 10.000 Hektar der Gemeindefläche wird auf fast 88 % Landwirtschaft betrieben; etwa 6 % sind bewaldet.

## Geschichte
Der Ort wurde 1320 erstmals urkundlich erwähnt. Im 19. Jahrhundert gehörte der Ort der ungarischen Adelsfamilie Bethlen. In der zweiten Hälfte des 19. Jahrhunderts wurde nach Angaben von František Pošepný auf dem Areal des Ortes „ein blaugraues sodahaltiges Schlammwasser von 9 °R Temperatur“ entdeckt. Des Weiteren wird auf dem Gebiet der Gemeinde Erdgas, mit bis zu 99 % Methan, gefördert.
Im Bahnhof von Loamneș wurden die Dampfloks mit Wasser betankt.
Die Haupterwerbsquellen der Bevölkerung sind Landwirtschaft und Viehzucht.

## Bevölkerung
Die Bevölkerung der Gemeinde entwickelte sich wie folgt:
| Volkszählung | Volkszählung | Ethnische Zusammensetzung | Ethnische Zusammensetzung | Ethnische Zusammensetzung | Ethnische Zusammensetzung |
| Jahr         | Bevölkerung  | Rumänen                   | Ungarn                    | Deutsche                  | andere                    |
| ------------ | ------------ | ------------------------- | ------------------------- | ------------------------- | ------------------------- |
| 1850         | 3.754        | 2.946                     | 207                       | 405                       | 196                       |
| 1920         | 5.230        | 4.344                     | 273                       | 509                       | 104                       |
| 1941         | 5.833        | 5.085                     | 175                       | 516                       | 12                        |
| 1977         | 4.864        | 4.439                     | 43                        | 374                       | 8                         |
| 2011         | 2.997        | 2.887                     | 16                        | 6                         | 88 (Roma 9)               |
| 2021         | 2.562        | 2.227                     | -                         | 5                         | 330                       |

Seit 1850 wurde auf dem Gebiet der heutigen Gemeinde die höchste Einwohnerzahl (6040), gleichzeitig auch die der Rumänen (5448), 1956 erreicht. Die höchste Bevölkerungszahl der Rumäniendeutschen wurde 1941, die der Magyaren (386) 1910 und die der Roma (196) 1850 registriert. Des Weiteren bekannten sich 1880 einer als Serbe und 1910 und 1956 einer als Slowake.

## Sehenswürdigkeiten
- In Loamneș die rumänische-orthodoxe Kirche Sf. Arhangheli, 1805–1810 und der Turm etwa 1885 errichtet, stehen unter Denkmalschutz.[8]